# Richard Relhan
Richard Relhan (ur. 1754 w Dublinie, zm. 28 marca 1823) – angielski botanik i mykolog.
W 1767 r. został stypendystą King’s Scholar w Westminster School, a 7 maja 1773 r. został przyjęty na stypendystę w Trinity College w Cambridge. Trzy lata później otrzymał licencjat, a w 1779 r. uzyskał tytuł magistra. W 1781 rozpoczął nauczanie w King’s College. W 1783 r. botanik Thomas Martin przekazał Relhanowi swoje rękopisy. Korzystając z nich i uzupełniając je własnymi badaniami naukowymi Relhan w 1785 roku opublikował swoje główne dzieło, Flora Cantabrigiensis. W latach 1786, 1788 i 1793 wydano dodatki do tej księgi, w 1802 i 1820 dzieło to zostało całkowicie przedrukowane i rozbudowane. W 1787 roku Richard Relan został wybrany na członka Royal Society of London. W 1788 został jednym z członków nowo powstałego Towarzystwa Linneuszowskiego w Londynie. W 1791 został mianowany rektorem Hemingby College w Lincolnshire.
Przy nazwach naukowych utworzonych przez niego taksonów standardowo dodawane jest jego nazwisko Relhan (zobacz: lista skrótów nazwisk botaników i mykologów).